# Henosferus
Henosferus is een geslacht van uitgestorven australosphenide zoogdieren uit het Vroeg-Jura van Argentinië. Het werd gevonden in de Cañadón Asfalto-formatie van het Cañadón Asfalto-bekken in de provincie Chubut, Patagonië. 

## Naamgeving
De enige benoemde typesoort is Henosferus molus. De geslachtnaam is een combinatie van het Grieks henos, 'oud', en het Latijn ferus, 'wild beest'. De soortaanduiding is afgeleid van het Latijn mola, 'maalsteen' als verwijzing naar het talonide van de onderste kiezen.
De soort is alleen bekend van twee onderkaken en mogelijk een bovenste premolaar. Het holotype is MPEF 2353, een rechteronderkaak. Het paratype is MPEF 2354, een linkeronderkaak. Toegewezen werd specimen MPEF 2355, een losse bovenste premolaar.

## Beschrijving
De onderkaak is ruim twee centimeter lang.
Twee autapomorfieën, unieke afgeleide eigenschappen, werden vastgesteld. Het talonide wordt aan de tongzijde afgesloten door een sterk afgerond entocristide, goed ontwikkeld aan de tongzijde. Het dentarium heeft een opvallende overdwars brede lepelvormige tak richting angulare met een kam op de binnenzijde op een positie die overeenkomt met de kam voor de musculus pterygoideus bij andere zoogdieren.
Op de onderkaak hellen de vier, vrij kleine, snijtanden sterk naar voren. De hoektand helt naar achteren. De vijf premolaren zijn hoog en spits met duidelijke tussenruimten. De vijfde premolaar is "gemolariseerd". De drie kiezen hebben een brede basis in zijaanzicht met vier hoge spitse knobbels.

## Fylogenie
Henosferus is in de Australosphenida geplaatst als zustersoort van Asfaltomylos.